# Mnesipenthe diminuta
Mnesipenthe diminuta är en fjärilsart som beskrevs av Max Joseph Bastelberger 1908. Mnesipenthe diminuta ingår i släktet Mnesipenthe och familjen mätare. Inga underarter finns listade i Catalogue of Life.